# Jon Hauge
Pour les articles homonymes, voir Hauge.
Jon Aasmunsson Hauge d.y.  (né en 1859 à Morgedal, un hameau de la commune de Kviteseid, date de décès inconnue) est un sauteur et coureur norvégien du combiné nordique. Il est connu comme premier récipiendaire de la Coupe du Roi, distinction qu'il a obtenue des mains d'Oscar II lors de la toute première Husebyrennet, course composée d'une combinaison de saut et ski de fond sur les 5000 coudées (environ trois kilomètres).

## Biographie
Hauge était le fils cadet de cinq enfants de Asmund Jonsson Juvland (1802-1863) et Sigrid Jonsdotter Vaa (1818-1875). Comme son frère aîné portait le même prénom, les deux frères furent différenciés par un ajout à leur nom, l'aîné étant Jon Hauge l'ancien (d.e.) et le cadet Jon Hauge le jeune (d.y.). Il a étudié à Hamar, en Norvège. 
En 1884, il épousa Gudbjørg Drotning (1867-1943). La même année, le couple émigre aux États-Unis, où il eut deux fils.
Jon Hauge a travaillé comme photographe à Portland, Oregon.